# Robert Cardenas Ruda
Robert Cardenas Ruda (* 27. August 1982) ist ein ehemaliger deutscher Basketballspieler.

## Laufbahn
Cardenas Ruda, dessen Vater von der Karibikinsel Kuba stammt, wurde in Karl-Marx-Stadt geboren und zog als Kind mit seiner Familie zunächst nach Leipzig und dann nach Oberhof. Er betrieb zunächst Skisport, ehe er zum Basketball kam.
Zu Beginn der Nullerjahre gab Cardenas Ruda seinen Einstand in der Zweitligamannschaft des TuS Jena, 2006 wechselte er innerhalb der 2. Basketball-Bundesliga zum Mitteldeutschen BC, mit dem er 2009 Meister der 2. Bundesliga ProA wurde.
Anschließend spielte der ältere Bruder von Darian Cardenas Ruda von 2009 bis 2012 bei den Saar-Pfalz Braves (ebenfalls 2. Bundesliga ProA), 2012 folgte der ligainterne Wechsel zum BV Chemnitz 99. Neben seiner Basketballkarriere durchlief Cardenas Ruda eine Ausbildung zum Werbe- und Mediengestalter. Im Frühjahr 2016 beendete er seine Spielerlaufbahn. Gemeinsam mit seinem ehemaligen Jenaer Mannschaftskameraden Fabian Zink gründete Cardenas Ruda 2016 ein Unternehmen, das Spielerberatungs- und -vermittlungsdienstleistungen anbietet.